# Polen op het Eurovisiesongfestival 2024
Polen nam deel aan het Eurovisiesongfestival 2024 in Malmö, Zweden. TVP was verantwoordelijk voor de Poolse bijdrage voor de editie van 2024.

## Selectieprocedure
In tegenstelling tot vorige jaren koos de Poolse omroep TVP voor een selectie achter gesloten deuren, zonder preselectie op televisie. Op 19 februari 2024 maakte de Poolse omroep bekend dat zangeres Luna naar het Eurovisiesongfestival werd uitgezonden het lied ‘The Tower’. Meer dan 60 artiesten maakten kenbaar een lied ingezonden te hebben voor de interne selectie, waaronder Justyna Steczkowska (Eurovisiesongfestival 1995) die met het lied ‘WITCH-ER Tarohoro’ opnieuw naar het songfestival wilde gaan, zij behaalde de tweede plaats. Gedeeld derde met 23 punten werden Kayah & Dagadadan met Jesien Tancuj en Marcin Maciecjczak met Midnight Dreamer.

### Uitslag interne selectie
| Artiest                         | Lied                | K. Moś | K. Szczęsny | Ł. Pieter | M. Hanczak | P. Klatt | Punten | Plaats |
| ------------------------------- | ------------------- | ------ | ----------- | --------- | ---------- | -------- | ------ | ------ |
| Luna                            | The Tower           | –      | 5           | 10        | 9          | 10       | 34     | 1      |
| Justyna Steczkowska             | Witch-er Tarohoro   | 4      | 10          | 9         | 10         | –        | 33     | 2      |
| L.U.C., Kayah, Dagadana et RBFO | Jesień – tańcuj     | 7      | 3           | 6         | 6          | 1        | 23     | 3      |
| Marcin Maciejczak               | Midnight Dreamer    | –      | 9           | 3         | 7          | 4        | 23     | 3      |
| Natasza                         | Who We Are          | 2      | 8           | 7         | 5          | –        | 22     | 5      |
| Nita                            | Thunder             | –      | 1           | 8         | 8          | 2        | 19     | 6      |
| Bryska                          | Obca                | –      | –           | 2         | 2          | 9        | 13     | 7      |
| Sasi et Blascello               | Karma               | –      | 7           | –         | 4          | –        | 11     | 8      |
| Maciej Musiałowski              | Daj mi jakiś znak   | 10     | –           | –         | –          | –        | 10     | 9      |
| Karolina Wielgus                | Kwiatuszek          | 9      | –           | –         | –          | –        | 9      | 10     |
| Harry Prince                    | Insatiable          | 8      | –           | –         | –          | –        | 8      | 11     |
| Izabela Zabielska               | Nowhere to Go       | –      | –           | –         | 1          | 7        | 8      | 11     |
| Izdeb                           | Duch                | 3      | –           | 5         | –          | –        | 8      | 11     |
| Krystyna Prońko                 | Tempus Fugit        | –      | 2           | –         | –          | 6        | 8      | 11     |
| My Friend Casino                | Enslave             | –      | –           | –         | –          | 8        | 8      | 11     |
| Krystian Embradora              | Rebel               | –      | 6           | –         | –          | –        | 6      | 16     |
| Paulina Wróblewska              | Dni                 | 6      | –           | –         | –          | –        | 6      | 16     |
| Edyta Górniak                   | I Remeber           | –      | –           | –         | –          | 5        | 5      | 18     |
| Koki Die                        | If I Could          | 5      | –           | –         | –          | –        | 5      | 18     |
| Pan Savyan                      | W kolorku amaretto  | –      | 4           | 1         | –          | –        | 5      | 18     |
| Kuba i Kuba                     | Światłot            | 1      | –           | –         | –          | 3        | 4      | 21     |
| Piotr Odoszewski                | Dzień noc           | –      | –           | 4         | –          | –        | 4      | 21     |
| Sargis Davtyan                  | Balcony of Our Love | –      | –           | –         | 3          | –        | 3      | 23     |

## In Malmö

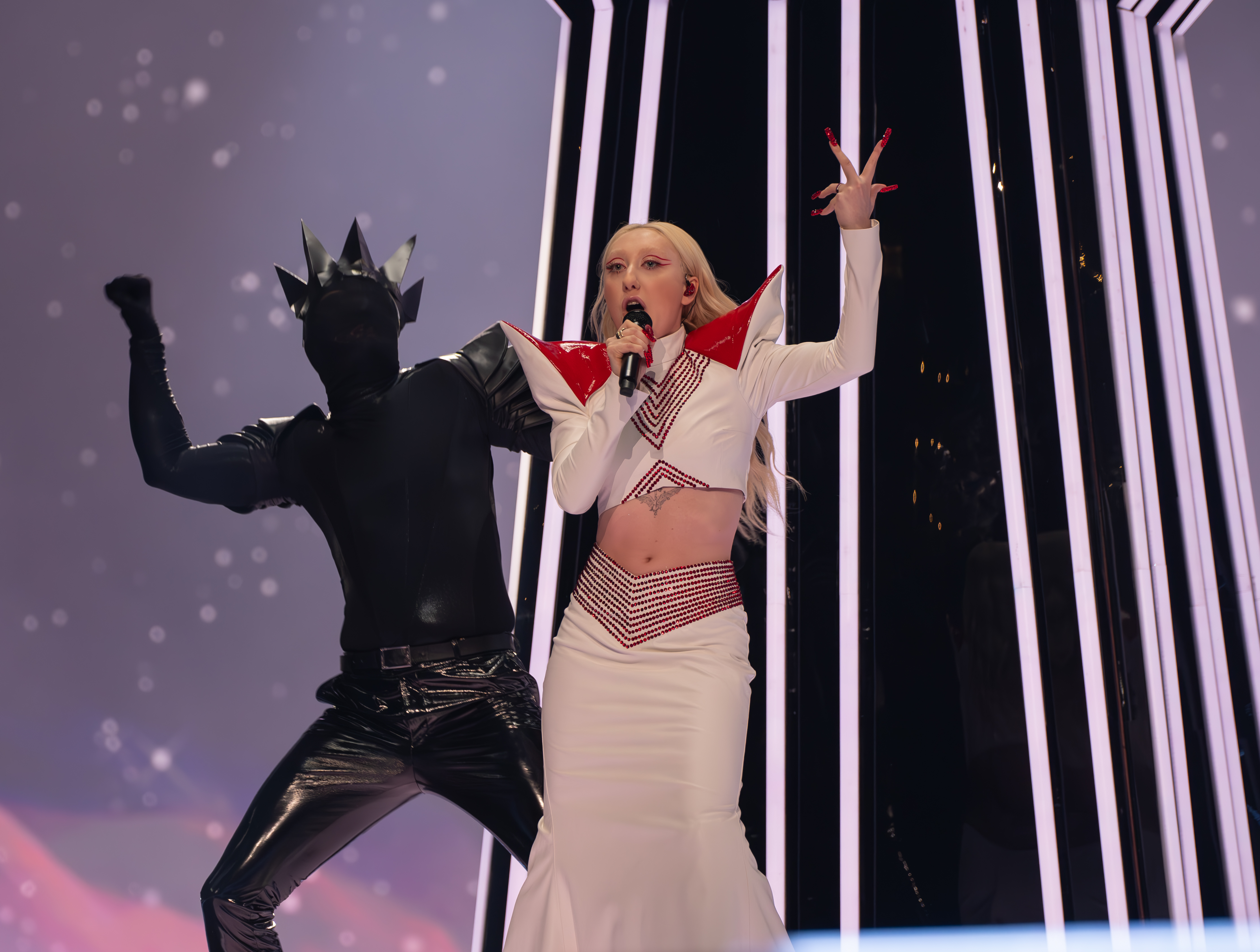
Luna tijdens de halve finale in Malmö.

Polen kwam in Malmö uit als 6de act in de eerste halve finale op dinsdag 7 mei. Ondanks dat de bookmakers zeker waren van een finale plaats voor Luna, kreeg de zangeres geen ticket voor de finale. 
1994 · 1995 · 1996 · 1997 · 1998 · 1999 · 2000 · 2001 · 2002 · 2003 · 2004 · 2005 · 2006 · 2007 · 2008 · 2009 · 2010 · 2011 · 2012-2013 · 2014 · 2015 · 2016 · 2017 · 2018 · 2019 · 2020 · 2021 · 2022 · 2023 · 2024 · 2025
Albanië · Armenië · Australië · Azerbeidzjan · België · Cyprus · Denemarken · Duitsland · Estland · Finland · Frankrijk · Georgië · Griekenland · Ierland · IJsland · Israël · Italië · Kroatië · Letland · Litouwen · Luxemburg · Malta · Moldavië · Nederland · Noorwegen · Oekraïne · Oostenrijk · Polen · Portugal · San Marino · Servië · Slovenië · Spanje · Tsjechië · Verenigd Koninkrijk · Zweden · Zwitserland